# Pionierul spațiului
Farmer in the Sky este un roman științifico-fantastic publicat în 1953. A fost scris de Robert A. Heinlein în 1950 și a primit premiul Retro-Hugo. Romanul prezintă povestea unui adolescent care a emigrat împreună cu familia sa pe Ganymede, satelitul lui Jupiter, care este în proces de terraformare. O versiune prescurtată a romanului a fost publicată sub formă de foileton în 1950 în revista Boys' Life (august, septembrie, octombrie și noiembrie 1950), sub titlul "Satellite Scout". 

## Povestea
Acțiunea romanului se desfășoară într-un viitor Pământ supraaglomerat, unde produsele alimentare sunt atent raționalizate. Adolescentul William (Bill) Lermer locuiește cu tatăl său văduv, George. George decide să emigreze în colonia agricolă de pe Ganymede, unul dintre sateliții lui Jupiter. După ce s-a căsătorit cu Molly Kenyon, George, Bill și fiica noii sale soții, Peggy se îmbarcă pe o navă tip Torchship (sau navă torță) numită Mayflower. Pe drum, Bill îi salvează de la asfixiere atunci când un meteorit face o gaură în compartiment lor. Pentru a nu plictisi în timpul acestei lungi călătorii toți copiii participă la cursuri educaționale.

## Vezi și
- Terraformarea în science-fiction